# QED 神器封殺
『QED 神器封殺』（キューイーディー じんぎふうさつ）は、高田崇史による推理小説。QEDシリーズの第11作である。

## 出版履歴
- 2005年：講談社ノベルス、ISBN 4-06-182464-3
- 2008年：講談社文庫、ISBN 978-4-06-276360-8

## あらすじ
平成8年10月、和歌山で起こった病院オーナーの惨殺事件。桑原は、未解決の事件を解決できるのか? そして、三種の神器と日本中の神社に隠された謎とは?

## 登場人物
桑原 崇（くわばら たかし）
通称、タタル。萬冶漢方（漢方薬局）勤務の薬剤師。学薬の旅行の後、当初の予定通り和歌山の神社を巡る。
棚旗 奈々（たなはた なな）
ホワイト薬局勤務の薬剤師。学薬の旅行で熊野を訪れた後、学薬の一行と別れ崇と共に和歌山の神社を巡る。
小松崎　良平（こまつざき　りょうへい）
通称「熊つ崎」。フリーのジャーナリスト。熱田光明の殺害を取材するため、熱田記念病院へ向かう。
棚旗 沙織（たなはた さおり）
奈々の妹。私大文学部卒業後、現在は出版関係会社に勤務。小松崎の取材に同行する。
神山 禮子（みわやま れいこ）
薬剤師。熊野の出身だが、訳あって故郷を捨てる。再び一人で那智に向かう。
御名形 史文（みなかた しもん）
毒草師。禮子とは古くからの知り合い。偶然、禮子と再会し、彼女の話を聞いて崇に興味を持つ。

### 熱田記念病院関係者
熱田 光明（あつた こうめい）
熱田記念病院オーナー。71歳。那智の大地主。ワンマンで知られる。マンションの自室で、何者かに首と右手首を切り取られ、殺害される。
熱田 鎮（あつた しずか）
光明の息子。東大医学部卒。内科副医局長。
中島（なかしま）
院長兼整形外科医局長。
竹下 良治（たけした りょうじ）
事務長。那智出身。
浜崎 羅馬（はまさき らま）
薬剤部の薬剤師。光明の愛人の息子だという噂がある。剣道の有段者。
石橋 由紀子（いしばし ゆきこ）
看護婦。光明の看護を担当しており、光明の遺体の第一発見者。

### 警察
杉下 寛治（すぎした かんじ）
和歌山県警捜査第一課警部。54歳。
中谷 進（なかたに すすむ）
杉下の部下。33歳。